# Universal Love
Universal Love è un singolo del 2015 della cantante bulgara Andrea con la partecipazione di Edward Maya pubblicato il 31 maggio 2015 da Cat Music, Roton.